# Silvia Costa (lekkoatletka)
Silvia Costa Acosta (ur. 4 maja 1964 w La Palmie) – kubańska lekkoatletka specjalizująca się w skoku wzwyż, uczestniczka letnich igrzysk olimpijskich w Barcelonie (1992).

## Sukcesy sportowe
- czterokrotna mistrzyni Kuby w skoku wzwyż – 1986, 1987, 1988, 1994[1]

| Rok  | Miasto        | Zawody                                   | Konkurencja | Wynik         |
| ---- | ------------- | ---------------------------------------- | ----------- | ------------- |
| 1979 | Guadalajara   | Mistrzostwa Ameryki Środkowej i Karaibów | skok wzwyż  | złoty medal   |
| 1981 | Santo Domingo | Mistrzostwa Ameryki Środkowej i Karaibów | skok wzwyż  | złoty medal   |
| 1982 | Hawana        | Igrzyska Ameryki Środkowej i Karaibów    | skok wzwyż  | złoty medal   |
| 1983 | Caracas       | Igrzyska panamerykańskie                 | skok wzwyż  | srebrny medal |
| 1983 | Edmonton      | Uniwersjada                              | skok wzwyż  | srebrny medal |
| 1983 | Helsinki      | Mistrzostwa świata                       | skok wzwyż  | 10. miejsce   |
| 1985 | Paryż         | Światowe igrzyska halowe                 | skok wzwyż  | brązowy medal |
| 1985 | Nassau        | Mistrzostwa Ameryki Środkowej i Karaibów | skok wzwyż  | złoty medal   |
| 1985 | Kobe          | Uniwersjada                              | skok wzwyż  | złoty medal   |
| 1986 | Santiago      | Igrzyska Ameryki Środkowej i Karaibów    | skok wzwyż  | złoty medal   |
| 1986 | Hawana        | Mistrzostwa ibero-amerykańskie           | skok wzwyż  | złoty medal   |
| 1987 | Indianapolis  | Igrzyska panamerykańskie                 | skok wzwyż  | srebrny medal |
| 1987 | Rzym          | Mistrzostwa świata                       | skok wzwyż  | 4. miejsce    |
| 1988 | Meksyk        | Mistrzostwa ibero-amerykańskie           | skok wzwyż  | złoty medal   |
| 1989 | San Juan      | Mistrzostwa Ameryki Środkowej i Karaibów | skok wzwyż  | złoty medal   |
| 1990 | Meksyk        | Igrzyska Ameryki Środkowej i Karaibów    | skok wzwyż  | srebrny medal |
| 1992 | Sewilla       | Mistrzostwa ibero-amerykańskie           | skok wzwyż  | srebrny medal |
| 1992 | Barcelona     | Igrzyska olimpijskie                     | skok wzwyż  | 6. miejsce    |
| 1993 | Toronto       | Halowe mistrzostwa świata                | skok wzwyż  | 7. miejsce    |
| 1993 | Stuttgart     | Mistrzostwa świata                       | skok wzwyż  | srebrny medal |
| 1994 | Opoczno       | Halowy mityng "Opoczno"                  | skok wzwyż  | 1. miejsce    |
| 1994 | Petersburg    | Igrzyska Dobrej Woli                     | skok wzwyż  | złoty medal   |
| 1995 | Mar del Plata | Igrzyska panamerykańskie                 | skok wzwyż  | srebrny medal |

## Rekordy życiowe
- skok wzwyż – 2,04 – Barcelona 09/09/1989
- skok wzwyż (hala) – 1.96 – Turyn 03/02/1985